# Bertiolo
Bertiolo (friuli nyelven Bertiûl) település Olaszországban, Friuli-Venezia Giulia régióban, Udine megyében. Lakosainak száma 2355 fő (2023. január 1.). Bertiolo Codroipo, Lestizza, Rivignano Teor, Talmassons és Varmo községekkel határos.

## Népesség
A település népességének változása:
| Lakosok száma | 2447 | 2423 | 2355 |
|               | 2017 | 2018 | 2023 |